# Književnost u 1657.
◄◄ | ◄ | 1654. | 1655. | 1656. | 1657.  | 1658. | 1659. | 1660. | ► | ►►
Arhitektura • Astronomija • Glazba • Kazalište • Kemija • Kiparstvo • Knjige • Književnost • Kršćanstvo • Medicina • Politika • Pravo • Promet • Slikarstvo • Znanost
Književnost u 1657.

## Hrvatska i u Hrvata

### Smrti
- Junije Palmotić, hrvatski pjesnik i dramatičar (* 1607.)

## Vanjske poveznice
|  | Zajednički poslužitelj ima još gradiva o temi Književnost u 1657. |